# Liste der Biografien/Loj
Liste der Biografien |
Portal Biografien |
Personensuche
# |
A |
B |
C |
D |
E |
F |
G |
H |
I |
J |
K |
L |
M |
N |
O |
P |
Q |
R |
S |
T |
U |
V |
W |
X |
Y |
Z |
?
 
La |
Lb |
Lc |
Le |
Lg |
Lh |
Li |
Lj |
Ll |
Lm |
Lo |
Lp |
Lt |
Lu |
Lv |
Lw |
Lx |
Ly |
Lz
 
Loa |
Lob |
Loc |
Lod |
Loe |
Lof |
Log |
Loh |
Loi |
Loj |
Lok |
Lol |
Lom |
Lon |
Loo |
Lop |
Loq |
Lor |
Los |
Lot |
Lou |
Lov |
Low |
Loy |
Loz
Die Liste der Biografien führt alle Personen auf, die in der deutschsprachigen Wikipedia einen Artikel haben. Dieses ist eine Teilliste mit 28 Einträgen von Personen, deren Namen mit den Buchstaben „Loj“ beginnt.

## Loj
- Loj, Juraj (* 1983), slowakischer Schauspieler
- Łój, Zbigniew (1945–2022), polnischer Hockeytorwart

### Loja
- Loja, Hadschi (1834–1887), bosnisch-moslemischer Bandenführer und Aufständischer
- Loja, Maria (1890–1953), deutsche Schauspielerin und Hörspielsprecherin
- Lojacono, Francesco (1838–1915), italienischer Maler
- Lojacono, Vincenzo (1885–1954), italienischer Diplomat
- Lojarro, Daniela (* 1964), italienische Opernsängerin (lyrischer Koloratursopran)
- Łojasiewicz, Stanisław (1926–2002), polnischer Mathematiker

### Lojd
- Lojda, Dušan (* 1988), tschechischer Tennisspieler
- Lojda, Zdeněk (1927–2004), tschechoslowakischer Pathologe und Histologe

### Loje
- Lojek, Dave (* 1975), deutscher Filmemacher, Festivalorganisator, Filmkritiker und Autor
- Lojek, Martin (* 1985), tschechischer Eishockeyspieler
- Lojen, Gerhard (1935–2005), österreichischer Architekt, Maler und Pädagoge
- Lojendio e Irure, Miguel María de (1908–1977), spanischer Diplomat
- Lojeski, Matt (* 1985), US-amerikanisch-belgischer Basketballspieler
- Lojewski, Andreas (* 1949), deutscher Rechtsanwalt und Politiker (SPD, AFB), MdBB
- Lojewski, Britta von (* 1963), deutsche Journalistin und Radio- und Fernsehmoderatorin
- Lojewski, Erich von (1909–1970), deutscher Journalist, Redakteur und Schriftsteller
- Lojewski, Günther von (1935–2023), deutscher Journalist, Intendant des Sender Freies Berlin (1989–1997)
- Lojewski, Susann (* 1964), deutsche Journalistin
- Lojewski, Ute von (* 1955), deutsche Ökonomin und Hochschulpräsidentin
- Lojewski, Willi (1924–2008), deutscher Gewerkschafter
- Lojewski, Wolf von (* 1937), deutscher FernsehjournalistWolf von Lojewski (* 1937)

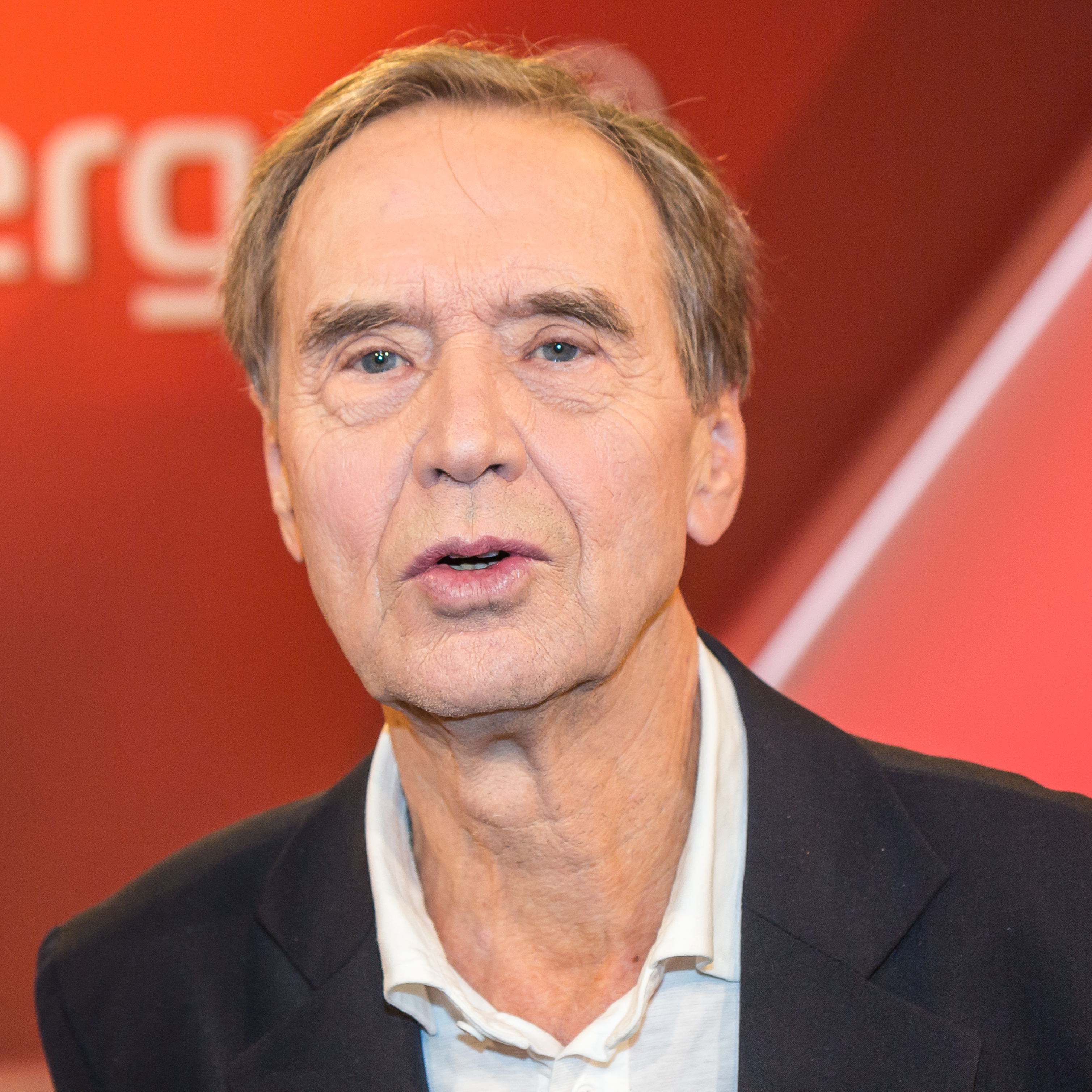
Wolf von Lojewski (* 1937)

### Lojk
- Lojka, Leopold (1886–1926), österreichisch-ungarischer Chauffeur und Fahrer des Automobils, in dem Erzherzog Franz Ferdinand 1914 in Sarajevo erschossen wurde

### Lojn
- Lojna, Izabela (* 1992), kroatische Fußballspielerin

### Lojo
- Lojo, Goran (* 1976), bosnisch-herzegowinischer Basketballtrainer
- Lojo, María Rosa (* 1954), argentinische Schriftstellerin

### Loju
- Lojudice, Augusto Paolo (* 1964), italienischer Geistlicher, Erzbischof von Siena-Colle di Val d’Elsa-Montalcino und Bischof von Montepulciano-Chiusi-Pienza, Kardinal der römisch-katholischen Kirche